# Schützenverein Oberkirch
Der Schützenverein Oberkirch 1529 e.V. ist mit rund 200 Mitgliedern der drittgrößte Verein in der Stadt Oberkirch. Sein Ursprung geht auf das Jahr 1529 zurück und damit ist der Schützenverein Oberkirch der älteste Verein im Renchtal.
Das Schützenhaus in Oberkirch verfügt über 18 10-m-Luftdruckstände mit zwei Anlagen für mehrschüssige Luftpistole und einer Anlage für Laufende Scheibe 10 m. Es sind 20 Stände für 25 m Pistole vorhanden, zehn Stände für 50 m Gewehr und Pistole sowie ein Bogenplatz mit sieben Auflagen.

## Geschichte
Im Jahre 1529 sind Abrechnungen der Oberkircher Schützen mit dem Fürstbischof von Straßburg urkundlich belegt. Über die nächsten Jahrhunderte ist wenig bekannt bzw. viele Unterlagen gingen durch einen Brand im Amtsgericht Oberkirch verloren. Um 1660 befand sich der Schießplatz im hinteren Loh. Am 2. Juli 1827 wurde der Schießplatz im Loh durch die Stadt Oberkirch veräußert. Im Jahr 1864 gehörte der SV Oberkirch bereits dem Badischen Landesschützenverein an. Im Mitgliedsverzeichnis von 1910 wurde er nicht mehr aufgeführt, somit ist davon auszugehen, dass der Schießbetrieb zumindest zeitweise ruhte. Ab 1923 wurde der Schießbetrieb auf dem Gelände der Ziegelei Kaiser im Fernach wieder aufgenommen. Der Verein hatte 1925 53 Mitglieder. 1926 wurde eine erste Vereinssatzung verabschiedet.
Nach dem Verkauf der Ziegelei Kaiser wurde 1935 der Schießbetrieb in Ödsbach mit neuen 25-, 50- und 100-m-Ständen und Wurfscheibenanlage aufgenommen. Ein Jahr später fand erstmals das traditionelle Königsschießen statt. Am 19. Juni 1939 wurde die letzte Vereinsmeisterschaft mit 19 Teilnehmern ausgetragen. Die letzten sportlichen Aktivitäten vor und kurz nach Beginn des Zweiten Weltkrieges waren die Königsschießen der Jahre 1939 bis 1941.
Das Schützenhaus wurde im Zweiten Weltkrieg vom französischen Militär beschlagnahmt. Die offizielle Auflösung des Vereins erfolgte am 3. Juni 1946 durch die französische Militärregierung. Später wurde der Verein für den Verlust entschädigt. Die Entschädigung bildete den Grundstock für den Wiederbeginn des Schießsportes in den 1950er Jahren. Am 18. Mai 1957 wurde der Schießbetrieb wieder aufgenommen. In den Jahren 1968 bis 1973 wurde das Schützenhaus am heutigen Standort an der Rench (heute Raiffeisenstraße) errichtet.
In den 1980er Jahren wurden Freundschaftstreffen mit der Pistolensektion Suhr aus der Schweiz aufgenommen. Die Gewehrschützen trugen in dieser Zeit regelmäßig Freundschaftskämpfe mit dem SV St. Georgen im Schwarzwald aus. Ebenfalls in den 1980er-Jahren wurde das Vatertagsmeeting mit einem internationalen Pistolenturnier begonnen. Gäste aus der Schweiz, Württemberg sowie Nordbaden gingen an den Start in Oberkirch. In den folgenden Jahren zählten auch internationale Spitzenschützen wie Jan Adolf Klausen zu den Gästen.
Als in den 1990er Jahren die Bundesliga im Sportschießen in Deutschland eingeführt wurde, war der Verein mit dem Luftgewehr und der Luftpistole am Start. Im Schützenhaus wurde die neue Luftdruckhalle errichtet sowie Ende der 1990er Jahre ein neuer 25 m Pistolenstand. Im Zuge der Einweihung der neuen Luftdruckhalle im Frühjahr 1997 wurde sie nach dem während der Bauphase verstorbenen Schützenmeister Kurt Teuscher „Kurt-Teuscher-Halle“ benannt.
Von 1999 bis 2001 wurde der Schwarzwaldcup des Südbadischen Sportschützenverbandes in den Kugeldisziplinen, 2001 auf dem benachbarten Sportplatz der Bogenwettbewerb, in Oberkirch ausgetragen. Im Herbst 2001 wurde aus wirtschaftlichen Gründen letztmals die traditionelle Stadtmeisterschaft mit Vereins- und Firmenturnier durchgeführt.
Im April 2002 wurde der Laufende-Scheibe-Wettbewerb des RWS Jugendverbandsrundenwettkampf Thüringen – Südbaden in Oberkirch ausgetragen.
Im Mai 2014 richtete der Schützenverein Oberkirch in der Erwin-Braun-Halle den Landesschützentag des Südbadischen Sportschützenverbandes aus. 2017 wurde der Bogenplatz eingeweiht.

## Sportliche Leistungen
In der Saison 1958/59 wurde der SV Oberkirch Mittelbadischer Rundenwettkampfpokalsieger mit Luftgewehr.
1980 wurde Wolfgang Bähr Junioreneuropameister mit dem Luftgewehr. 1981 konnte sich Ilona Boschert den Deutschen Meistertitel in der Jugendklasse mit dem Standardgewehr sichern. Beide Schützen erreichten in den 1980er Jahren weitere nationale Titel.
1993 wurde Wolfgang Mayer Deutscher Polizeimeister im Pistolenschießen. 1995 nahm Marion Schmidt mit der Sportpistole am Edelmanntalentförderschießen in Suhl teil.
In der Ligasaison 1997/98 stieg der Schützenverein Oberkirch aus der damaligen Regionalliga Südwest Luftpistole in die heutige Südbadenliga ab. 1998 wurde Christian Schebesta mit der Freien Pistole und Luftpistole Deutscher Meister in der Juniorenklasse. Im April 1999 gewann Daniel Fellner beim Mehrländerkampf (Schweiz, Württemberg, Elsass und Südbaden) laufende Scheibe den 50-m-Wettbewerb in Straßburg in der Einzelwertung. Bei der Deutschen Meisterschaft 1999 wurde Schebesta erneut Deutscher Meister mit der Luftpistole und zusätzlich Vizemeister mit der Freien Pistole. Die Juniorenmannschaft des SV Oberkirch wurde Deutscher Vizemeister mit der Luftpistole. Mit der Juniorennationalmannschaft gewann Schebesta im selben Jahr die Bronzemedaille mit der Freien Pistole bei der EM.
Bei der Deutschen Meisterschaft 2000 in München war der Schützenverein Oberkirch erstmals mit über 20 Teilnehmern vertreten und erstmals bei der Deutschen Meisterschaft Vorderlader in Pforzheim. Christian Schebesta war als einziger Junior in allen olympischen Pistolendisziplinen im Finale. Er sicherte sich den zweiten Platz in der Luftpistole und den dritten mit der Freien Pistole. Mit der Juniorennationalmannschaft konnte er die Silbermedaille bei der EM erringen. Die Juniorenmannschaft des SV Oberkirch wurde Deutscher Vizemeister mit der Freien Pistole. Mit der Sportpistole gewann Schebesta die Bronzemedaille.
Die 1. Luftgewehrmannschaft stieg zum Saisonende 2001/02 aus der damaligen Verbandsliga Südbaden in die Bezirksliga ab.
2003 wurde Schebesta bei der Universitätsweltmeisterschaft Vizeweltmeister mit der Luft- und Freien Pistole. Im April 2004 gewann Daniel Fellner beim Mehrländerkampf (Schweiz, Württemberg, Elsass und Südbaden) lfd. Scheibe den 10-m-Wettbewerb in Mittelhäusern (Schweiz).
Bei der Deutschen Meisterschaft 2008 in Dortmund wurde Hermann Laible Deutscher Meister im LG-Auflageschießen. 2009 holte er sich den Titel mit KK-Gewehr im Auflageschießen in Hannover. 2011/12 wurde der Schützenverein Oberkirch in der Südbadenliga Meister mit der Luftpistole und nahm am Relegationsschießen zur 2. Bundesliga Südwest in Pforzheim teil. Im Oktober 2012 wurde die Mannschaft des Vereins Deutscher Meister im KK-Auflageschießen bei den Senioren B. Hermann Laible wurde in der Einzelwertung Deutscher Vizemeister.
2013 nach Auflösung der Bezirke verabschiedete sich der SV Oberkirch als Rekordmeister aus der Bezirksliga Sportpistole. Im Oktober wurde Karl Hildenbrand Deutscher Vizemeister im Luftgewehr Auflageschießen bei den Senioren A. Mit über 20 Schützen nahm der Schützenverein Oberkirch an der Deutschen Meisterschaft in München, Dortmund und Hannover teil. Im Oktober gewann die Seniorenmannschaft den Deutschen Vizemeistertitel im Auflageschießen mit dem Luftgewehr in Dortmund. Der Schützenverein Oberkirch gewann 2014 die ersten Landesrundenwettkämpfe mit der Sportpistole und Christian Schebesta gewann auch die Einzelwertung in der Herrenklasse.
Im August 2015 belegte Abdullah Ustaoglu bei der Deutschen Meisterschaft in München mit der Freien Pistole im Finale der besten Acht den vorletzten Platz. Im Oktober 2015 gewann Karl Hildenbrand in der Disziplin KK Auflage 50 m Zielfernrohr die Bronzemedaille bei der Deutschen Meisterschaft bei den Senioren B in Hannover. Folgetag gewann die Mannschaft des Vereins ebenfalls die Bronzemedaille in der Disziplin KK 100 m Auflage Zielfernrohr bei den Senioren B. Im Dezember 2015 siegte die Luftpistolenmannschaft beim 1. Eurodistric Super Cup in Hohberg.
Bei der DM 2016 in München wurde die Mannschaft Freie Pistole Deutscher Vizemeister. Im selben Jahr gewann die Mannschaft die Bronzemedaille in der Seniorenklasse B in der Disziplin Luftgewehr Auflage bei der DM in Dortmund. Die Mannschaft Luftpistole sicherte sich ebenfalls 2016 zum zweiten Mal in Folge den Sieg im Eurodistrict Super Cup in Lingolsheim. Michael Schwald kam 2017 bei der DM in München ins Finale Freie Pistole und erreichte den 6. Platz. Beim Oktoberfestlandesschießen in München gewann Hermann Laible die Einzelwertung LG Auflage. Die Seniorenmannschaft gewann bei der DM drei Silbermedaillen in der Mannschaftswertung in den Disziplinen KK 100 m Auflage Zielfernrohr, KK-Auflage 50 m und LG Auflage.
Im Februar 2018 stieg die Luftpistolenmannschaft nach einem Sieg in der Relegation im Landesleistungszentrum Pforzheim wieder in die 2. Bundesliga Südwest auf. Christian Schebesta wurde Deutscher Vizemeister mit der Luftpistole Standard. In der Saison 2019/20 steigt die erste Mannschaft Luftpistole aus der Bundesliga Südwest in die Südbadenliga ab.
Bei der DM 2021 wird die erste Mannschaft Freie Pistole Deutscher Meister bei den Herren I. Michael Schwald wird Deutscher Meister im Einzel und Robin Walter gewinnt die Bronzemedaille.